# Carlskrona Weckoblad
Carlskrona Weckoblad (stavningen ändrades flera gånger under tidningen utgivning) var en svensk tidning utgiven i Karlskrona 1754 till 1935.
Det första numret av Carlscronas Wekoblad utkom den 5 januari 1754. Utgivare var Johan Vinqvist som tagit över stadens boktryckeri (Amiralitetstryckeriet) 1746. Vinqvist avled i mars 1754 några månader efter att tidningen grundats. 
Rörelsen drevs sedan av hans änka Brita Laurelia, som hon drev fram till sitt andra giftermål 1758 med Anders Tranefelt. Tranefelt drev tidningen till sin död 1766,  Vid sin andre makes död 1766 utgav änkab återigen tidningen, fram till att hon 1769 överlät den på sin dotter Maria Christina Vinqvists make, Paul Strandell (d. 1785). Maria Christina Vinqvist drev tidningen mellan sin förste makes död 1785 fram till sitt giftermål med Carl Fromhold Swinhufvud 1790, som sedan drev den till sin död 1818, varpå Maria Christina Vinqvist återigen drev den till sin död 1821. Tidningen övertogs sedan av hennes fosterdotter Beata Ulrika Hallén, som överlät den på sin make Per Erik Flygare 1821, men därefter drev den som änka 1837-49.
Tidningens namn ändrades genom åren till Carlscrona Weckoblad, Carlskrona Weckoblad och Karlskrona Weckoblad. Under några månader 1878 kallades tidningen Nya Karlskrona Weckoblad.
1908 ändrades namnet till Karlskrona-Tidningen. Ekonomiska problem ledde till att tidningen lades ner och det sista numret utkom den 31 januari 1935. Den var då Sveriges näst äldsta tidning efter Post- och Inrikes Tidningar.

## Tidningens disposition och innehåll de första 10 åren
Carlscrona Wekoblad har 1754 vart nummer disponerat som Stockholms Weckoblad  d. v. s. att första bladet (= sidan 1,och 2) innehåller Lärda Saker och senare bladet (= sidan 3 och 4) Politie och Commercie-Tidningar. Efter 1754 års slut synes tidningen emellertid delvis ha upphört eller  förminskats så, att endast senare hälften av tidningen gavs ut. I en annons i sista numret (nr 52) av 1754 års årgång meddelas, att prenumerationspriset, som 1754 varit 3 daler silvermynt, skulle följande året minska med en tredjedel, om bladet kunde ges ut i förminskad skala. 
Under titeln Carlscronas Tidningar började den utkomma 1759; det  andra bladet av vart nummer kallas (1761) Bihang til Carlscrona Tidning. Tidningen återfick sin gamla titel Carlscrona Wekoblad  den 21 januari 1764, då återkommer på senare bladet Politie- och Commercie-Tidningar som titel t. o. m. 1 februari 1766. Båda titlarna är därefter tryckta på första sidan av första bladet, som nu innehåller Politie- och Commercie-Tidningarna, under det att senare bladet ägnas åt en översättning av den i Hamburg 1724 utgivna tyska tidskriften Patrioten. Översättningen började 1766 och slutade 1769.  Men den långa serie avbröts av mindre uppsatser.  Bihanget är 1771 och 1772 tryckt i oktavformat för att kunna i bokform inbindas. 
Tidningen tidiga historia och innehåll skildras i Otto Sylwans Den svenska pressens historia sidorna 320 till 328. Tidningen hade två avdelningar en för annonser, meddelanden, kungörelser och liknande och en textavdelning. Tidningen innehöll mycket få nyheter utan största den av åren 1754 till 1763 trycktes en översättning av den tyska robinsonaden Inseln Felsenburg. 1764 hade läsekretsen tröttnat på detta och tidningen började med fabler, verser och små uppsatser. En artikel om köpmännens knep att lura kunderna väckte stadsbornas ilska. Tranefelt svarade med en lång uppsats i nr 26-30 1764. Han skriver att läsarna vill inte historisk berättelser utan tysk roman. När man är trött på denna försökte tidningen med naturhistoria men då ville läsarna ha sedelära. Men denna väckte nu anstöt. Artikeln orsakade sammankomster, stämning, förtal, hotelser och så vidare. Efter detta början trycka Patriot enligt ovan. Detta ger en aning om hur olika dagens tidningar dessa tidiga tidningar var under 1700-talet.

## Källhänvisningar
1. 1 2  Sveriges periodiska litteratur Arkiverad 11 juli 2010 hämtat från the Wayback Machine.
2. ↑  Sveriges periodiska litteratur / 1. 1645-1812
3. ↑  Carlskrona Weckoblad Arkiverad 17 september 2016 hämtat från the Wayback Machine., Arkivinformation